# Hans Mickinn
Hans Mickinn (* 26. März 1908 in Berlin; † 25. Februar 1981 in Leipzig) war ein deutscher kommunistischer Widerstandskämpfer gegen den Nationalsozialismus und ein Partei- und Sportfunktionär in der DDR.

## Leben
Mickin, Sohn einer Krankenschwester, wuchs in einem Waisenhaus und später bei Pflegeeltern auf. Sein Bruder war Walter Mickin, späterer Architekt und kommunistischer Widerstandskämpfer während der Nazizteit. Nach dem Besuch der Gemeindeschule in Berlin erlernte er von 1922 bis 1926 den Beruf eines Bauarbeiters. Nach der Lehre arbeitete er als Bauarbeiter in Luckau, danach mit Unterbrechungen bei verschiedenen Firmen in Berlin, zuletzt bis Anfang 1933 als Bürobote beim Neuen Deutschen Verlag.
Mickinn wurde 1927 Mitglied des Kommunistischen Jugendverbandes Deutschlands(KJVD) und beteiligte sich ab 1928 aktiv im Arbeitersportverein „Fichte“ in Berlin-Brandenburg und war Landesjugendleiter des Vereins. Mickinn wurde 1929 Mitglied der Kommunistischen Partei Deutschlands (KPD) und betätigte sich in der Kampfgemeinschaft für Rote Sporteinheit (KGRS). Er war Mitglied der Reichsleitung und der Landesleitung Berlin-Brandenburg der KGRS.
Nach Beginn der Zeit des Nationalsozialismus 1933 war er illegal  politisch tätig. Nach der Verhaftung der illegalen Reichsleitung der Kampfgemeinschaft für Rote Sporteinheit im Oktober 1933 übernahmen Alfred Neumann, Karl Maron und Hans Mickinn die Aufgaben der Verhafteten. Am 14. Januar 1935 wurde auch er verhaftet und am 11. Februar 1936 vom ersten Senat des Volksgerichtshofes zusammen mit Erich Quade wegen „Vorbereitung zum Hochverrat“ zu lebenslänglichem Zuchthaus verurteilt. Die Strafe verbüßte er von März 1936 bis März 1939 im Zuchthaus Luckau und anschließend im Zuchthaus Brandenburg.
Am 27. April 1945 wurde er von der Roten Armee aus dem Zuchthaus befreit, ging nach Berlin und wurde wieder in der KPD aktiv. Die Partei schickte ihn in die Deutsche Volkspolizei, wo er Erster Vorsitzender des Betriebsrates der Berliner Polizei wurde. Im Juni 1945 wurde er auf der Gründungsversammlung der Sektion Polizei (Sektion 5) im Freien Deutschen Gewerkschaftsbund (FDGB) zum Vorsitzenden der Sektion gewählt.
Mickinn wurde 1946 Mitglied der Sozialistischen Einheitspartei Deutschlands (SED) und im selben Jahr Leiter der Abteilung (ab 1948 Hauptabteilung) Personal der Deutschen Verwaltung des Innern (DVdI) im Rang eine VP-Inspekteurs (Oberst). Im März 1948 wurde er von Richard Wenzel abgelöst. Nach dem Besuch der Parteihochschule „Karl Marx“ 1948/49 war er von 1950 bis 1953 Kulturdirektor und stellvertretender Werkleiter des Stahl- und Walzwerkes Hennigsdorf. Gleichzeitig war er von 1951 bis 1954 Präsidiumsmitglied des Kulturbundes. Von 1953 bis 1957 fungierte er als Erster Sekretär der SED-Kreisleitung Königs Wusterhausen.
Bei der Gründung des Deutschen Turn- und Sportbundes (DTSB) im April 1957 übernahm er die Funktion eines Vizepräsidenten für den Bereich Agitation und Propaganda. Nach dem Politbüro-Beschluss über Fragen der Körperkultur und des Sports vom 20. Januar 1959 wurde er Mitte 1959 von seinen Funktionen entbunden. Mickinn wurde anschließend als Erster Stellvertreter des Vorsitzenden des Rates des Stadtbezirkes Berlin-Weißensee eingesetzt. Schließlich war er von 1968 bis 1978 wissenschaftlicher Mitarbeiter an der Deutschen Hochschule für Körperkultur in Leipzig.
Mickinn starb im Alter von 72 Jahren und wurde im Ehrenhain des Südfriedhofs Leipzig beigesetzt.

## Auszeichnungen
- 1958 Medaille für Kämpfer gegen den Faschismus 1933 bis 1945
- 1959 Ernst-Grube-Medaille
- 1971 Ehrenzeichen für Körperkultur und Sport der Deutschen Demokratischen Republik
- 1978 Vaterländischer Verdienstorden in Gold